# Taine Randell
Pas d'image ? Cliquez ici

a Compétitions nationales et continentales officielles uniquement.

b Matchs officiels uniquement.
Taine Randell, né le 5 novembre 1974 à Hastings, est un joueur néo-zélandais de rugby à XV qui a joué 51 tests matchs pour l'Équipe de Nouvelle-Zélande, dont 22 en tant que capitaine, de 1995 à 2002 au poste de  troisième ligne aile ou troisième ligne centre. Avec les All Blacks, il remporte à deux reprises les Tri-nations, en 1997 et 1999.

## Carrière

### Débuts
Alors âgé de dix-sept ans, il commence à jouer pour la province de Otago en 1992.
En 1995, il fait partie de la tournée des All Blacks en Italie et en France.
Pour la première saison du Super 12, en 1996, il évolue avec la nouvelle franchise des Highlanders, celle-ci terminant à la huitième place de la compétition. Il enchaîne avec une tournée en Afrique du Sud avec les All Blacks. Il dispute quatre matchs, face à une équipe désignée sous Boland Invitation XV, l'Eastern Province, la Western Province et les Griqualand West Griquas, tous en tant que capitaine. Mais il ne joue aucun des quatre tests disputés par les All Blacks face aux Springboks, le premier dans le cadre du Tri-nations 1996, les trois autres lors de la série finalement remportée deux à un par les Néo-Zélandais.
En 1997, Taine Randell est désigné capitaine des Highlanders qui terminent à la dernière place du Super 12 avec un bilan de huit défaites et trois victoires. Il obtient sa première sélection lors d'un test face aux Fidji. Il enchaine par deux tests face aux Argentins, inscrivant un essai lors du deuxième match. Après une victoire face à l'Australie à Christchurch, il dispute ensuite les quatre rencontres du Tri-nations 1997, face à l'Afrique du Sud, victoire 35 à 32 à Johannesbourg, l'Australie, victoire 33 à 18 à Melbourne, l'Afrique du Sud, victoire 55 à 35 à Auckland et de nouveau l'Australie, victoire 36 à 24 à Dunedin, Randell inscrivant un essai lors de chacun de ces deux derniers tests. Il est aussi présent lors de la tournée en Europe, remportant les trois matchs face à l'Irlande, l'Angleterre, le pays de Galles à Wembley, puis obtenant un nul lors du dernier test, face aux Anglais. Lors de cette tournée, il inscrit deux essais, face aux Anglais lors du premier test à Manchester puis lors du match suivant face aux Gallois. Cette saison se termine donc avec douze tests matchs, dont onze victoires et un match nul.

### Capitaine desAll Blacks
Les Highlanders se qualifient pour les demi-finales de la saison 1998 de Super 12 en terminant quatrième de la phase régulière. Ils rencontrent la franchise néo-zélandaise des Blues sur le terrain de ces derniers, à l'Eden Park d'Auckland, les Blues s'imposant sur le score de 37 à 31 en marquant quatre essais contre trois pour les Highlanders, dont un de Randell.
Avec la retraite des joueurs majeurs de l'équipe, Sean Fitzpatrick, le capitaine, Zinzan Brooke, le no 8, ou Frank Bunce, il est installé au poste de capitaine par le sélectionneur John Hart malgré son jeune âge, ce choix semblant naturel pour ce dernier, Randell ayant auparavant occupé ce poste dans toutes les équipes avec lesquelles il a évolué. C'est face à l'Angleterre qu'il débute dans cette fonction en juin 1998 à Dunedin, lors d'une victoire 64 à 22, rencontre où il inscrit deux essais. Après une nouvelle victoire  face aux Anglais, et un essai de Randell, il est le capitaine d'une sélection qui subit cinq défaites consécutives, l'Australie à Melbourne, l'Afrique du Sud à Wellington, de nouveau l'Australie, à Christchurch, les Springboks à Durban, ces quatre défaites condamnant les All Blacks à la dernière place du Tri-nations 1998 et de nouveau l'Australie, dans le cadre de la Bledisloe Cup. Durant cette série, il inscrit un essai à Durban. Lors des deux derniers matchs, il retrouve un poste de flanker, le poste de no 8 étant confié à Isitolo Maka puis Xavier Rush. Dans le Championnat National des Provinces, il s'impose avec Otago sur le score de 49 à 20 face à Waikato au Carisbrook de Dunedin.
Les Highlanders terminent à la troisième place de la phase régulière de la saison 1999 de Super 12 derrière les Australiens des Queensland Reds et les Sud-Africaines des Stormers. Opposés à ces derniers en demi-finale au Newlands Stadium du Cap, ils inscrivent quatre essais, par Brian Lima, Byron Kelleher, Romi Ropati et Taine Randell pour s'imposer sur le score de 33 à 18, obtenant ainsi la possibilité de disputer la finale sur leur terrain du Carisbrook, l'équipe des Crusaders, autre franchise néo-zélandaise, s'étant qualifiée chez les Queensland Reds. Les Crusaders s'imposent sur le score de 24 à 19 pour remporter le deuxième titre consécutif de Super 12.
Il est réinstallé au poste de troisième ligne centre des All Blacks. Ces derniers mettent un terme à leur série de défaites en s'imposant face aux Samoa, rencontre où il inscrit un nouvel essai. La France s'incline ensuite sur le score de 54 à 7 à Wellington. Lors du Tri-nations 1999, les All Blacks remportent les trois premiers tests, deux face aux Springboks et un face aux Wallabies, ces derniers remportant le dernier match de la compétition à Sydney sur le score de 28 à 7.
Taine Randell est le capitaine de la sélection néo-zélandaise qui se rend au Royaume-Uni pour participer à la Coupe du monde 1999. Celle-ci remporte les trois rencontres de sa poule B, face aux Tonga, l'Angleterre et l'Italie, avec un essai de Randell. Opposés aux Écossais en quarts de finale, ils s'imposent sur le score de 30 à 18 à Murrayfield. Opposés aux Français à Twickenham, ils mènent 24 à 10 avant que les Français, grâce à deux drops et deux pénalités de Christophe Lamaison, des essais de Christophe Dominici, Richard Dourthe et Philippe Bernat-Salles, tous transformés par Lamaison, ne fassent passer la marque à 43 à 24. En fin de rencontre, Jeff Wilson inscrit un essai, le match se terminant sur un score de 43 à 31. Après une nouvelle défaite, face aux Springgboks, les Néo-Zélandais terminent quatrième de la compétition.

### Après Coupe du monde
Confirmé au poste de capitaine des Highlanders, il conduit son équipe à la troisième de la phase régulière du Super 12, obtenant ainsi pour la troisième fois consécutive le droit de disputer les demi-finales. La franchise de Dunedin affronte une autre franchise néo-zélandaise, les Crusaders. Ces derniers s'imposent à Christchurch sur le score de 37 à 15.
À la suite de l'échec en Coupe du monde et du changement d’entraîneur qui suit, le  poste étant confié à Wayne Smith, il perd le capitanat des All Blacks au profit de Todd Blackadder. Il affronte les Tonga, puis l'Écosse par deux fois, le deuxième test en tant que remplaçant. Depuis ces tests face aux Écossais, Taine Randell est déplacé au poste de troisième ligne aile. Lors du Tri-nations 2000, la Nouvelle-Zélande remporte ses deux premiers tests, à Sydney puis à Christchurch contre l'Afrique du Sud, avant de s'incliner lors des deux derniers, 24 à 23 à Wellington face aux Wallabies puis 46 à 40 à Johannesbourg. La Nouvelle-Zélande termine deuxième d'une compétition remportée par l'Australie. Il est présent lors de la tournée en Europe, disputant deux tests face à la France et l'Italie, mais à chaque fois en tant que remplaçant.
En 2001, il évolue au poste de no 8 lors d'une victoire face à l'Argentine où il inscrit un essai, avant de retrouver un poste de troisième ligne aile lors des matchs suivants, face aux Français à Wellington, aux Sud-Africains au Cap, l'Australie à Dunedin, les Springboks à Auckland et les Wallabies à Sydney. Lors de ses six rencontres, les deux seules défaites sont concédées aux Australiens, 23 à 15 et 29 à 26 qui remportent une nouvelle fois le Tri-nations 2001 devant les Néo-Zélandais.

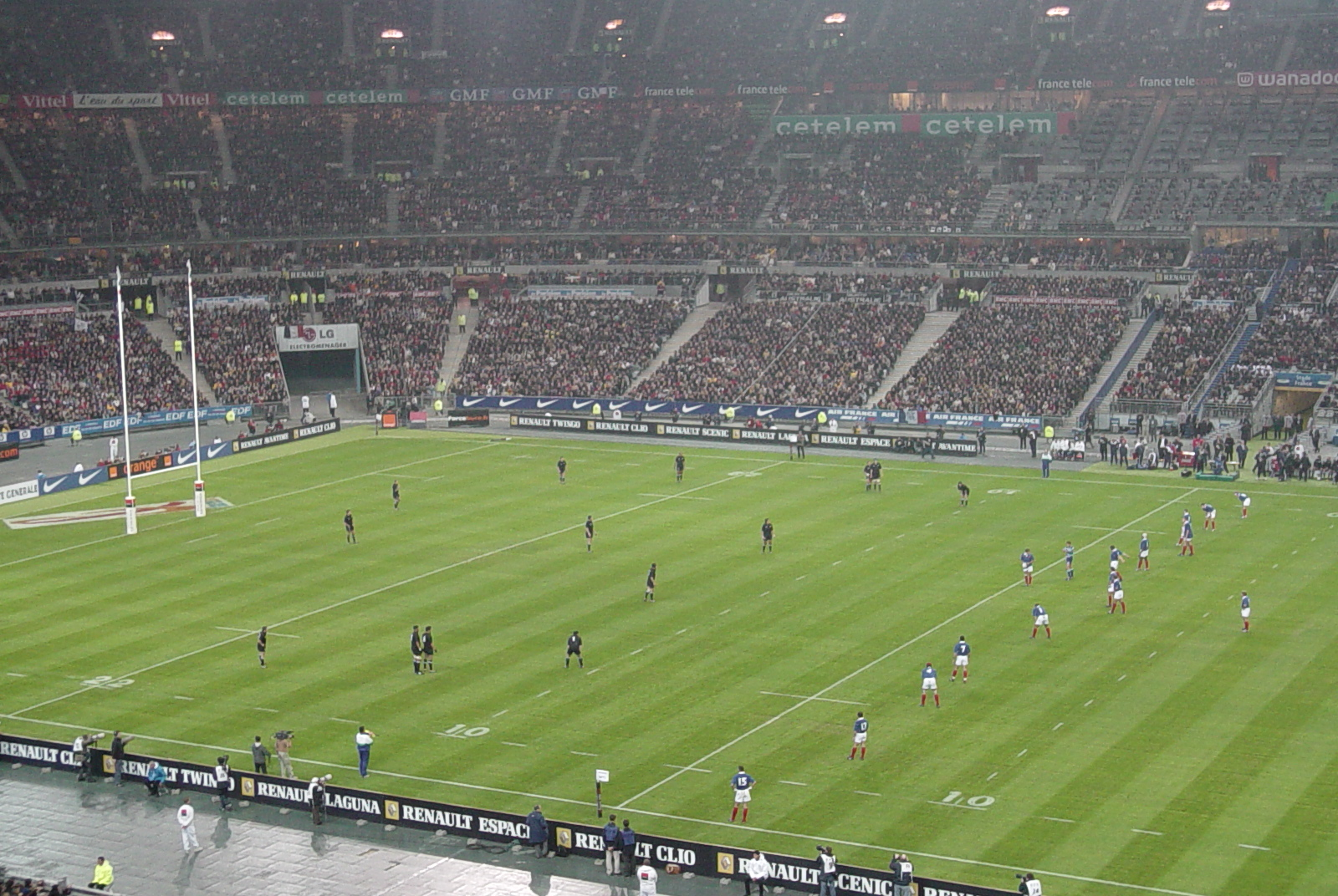
Rencontre France Nouvelle-Zélande de novembre 2002.

Il joue dix rencontres lors de la saison 2002 de Super 12, dont la demi-finale face aux Crusaders, perdue sur le terrain de ces derniers à Christchurch sur le score de 34 à 23. Il figure ensuite dans le groupe de joueurs qui doivent composer l'équipe des All Blacks pour les quatre matchs du début de la saison internationale des équipes de l'hémisphère sud. Il dispute deux de ces quatre matchs en juin face à l'Italie et les Fidji, retrouvant à ces occasions un poste de no 8. Retenu dans le groupe qui doit disputer le Tri-nations 2002, il n'est pas présent lors de l'ouverture de la compétition face aux Australiens en raison d'une élongation au mollet. Il ne dispute aucun des quatre matchs de la compétition. Il retrouve l'équipe néo-zélandaise remaniée, seize changements par rapport aux vingt-six joueurs appelés à former le groupe néo-zélandais en mai, dont dix joueurs ne comptant aucune cape, et la fonction de capitaine des All Blacks lors de trois matchs disputés en novembre, défaite face à l'Angleterre, un match nul contre l'Équipe de France et victoire face au pays de Galles.
Durant les discussions précédant son retour chez les All Blacks, il se met d'accord avec la Fédération néo-zélandaise pour disputer une nouvelle saison de Super 12 avec les Highlanders, mais pour mettre un terme au contrat le liant avec la Fédération après cette saison s'il n'est pas retenu pour figurer dans le groupe des joueurs au début de la saison 2003.
Avec six victoires pour cinq défaites, les Highlanders terminent septième de la saison 2003 de Super 12, saison où Randell dispute dix matchs. En mai, il dispute son premier match sous le maillot des Barbarians. Il est le capitaine d'une sélection qui s'impose face à l'Angleterre sur le score de 49 à 36. Il termine sa carrière internationale en juin à New Plymouth en étant le capitaine des Māori de Nouvelle-Zélande contre l'Angleterre, cette dernière s'imposant sur le score de 23 à 9.

### Carrière en Europe
En août 2003, il confirme qu'il rejoint le club anglais des Saracens pour deux saisons.
Il dispute son premier match de coupe d'Europe en Challenge européen, lors du match aller des huitièmes de finale face aux Glasgow Warriors remporté sur le score de 37 à 6. Il dispute les deux matchs du tour suivant face à Clermont, défaite en France sur le score de 26 à 10 puis une victoire insuffisante sur le score de 18 à 14. En championnat, où il dispute dix-huit rencontres et marque vingt points, les Saracens terminent à la dixième place. En raison de ces résultats, l'équipe est fortement remodelée, mais, Randell, désigné joueur de l'équipe de l'année, est conservé au sein du club.
Durant cette même saison, il est le capitaine d'une équipe des Barbarians néo-zélandais opposés à l'Angleterre en décembre 2003 à Twickenham. La sélection anglaise s'impose 42 à 17. En mai 2004, il retrouve pour deux rencontres les Barbarians. Les Baa-Baas s'imposent à Murrayfield face aux Écossais sur le score de 40 à 33 puis à Twickenham face aux Anglais sur le score de 32 à 12.
Lors de sa deuxième saison dans le club anglais, il dispute cinq matchs de Challenge européen, les deux matchs du premier tour face à Bayonne, un match face à Parme lors du tour suivant et les deux matchs face à Brive qui élimine les Anglais en quarts de finale. Les Saracens terminent à la cinquième place du championnat. Il dispute 
vingt-deux matchs et inscrit deux essais. En janvier, il signe pour une année supplémentaire avec le club anglais.
En 2005-2006, il dispute douze rencontres en championnat, compétition où les Saracens terminent à la dixième place. Il dispute également la Coupe d'Europe : il évolue lors de quatre des six rencontres disputées par les Saracens qui terminent deuxième de leur poule et ne se qualifient pas pour les quarts de finale. En 2006, il met un terme à sa carrière.

## Activités en dehors du rugby
Après une carrière à Londres en tant que courtier dans l'industrie du pétrole, il retourne en Nouvelle-Zélande en 2008 en tant que consultant dans l'industrie du charbon. Avant la Coupe du monde 2011, il préside un Rugby World Cup Tour pour présenter la coupe Webb Ellis à travers la Nouvelle-Zélande. Impliqué dans le monde des affaires, il est nommé au comité directeur de l'aéroport de Hawke's Bay.

## Palmarès

### En club
Taine Randell remporte avec Otago le Championnat des provinces (National Provincial Championship) en 1998.

### En équipe nationale
Avec les All Blacks, il remporte deux éditions du Tri-nations, en 1997 et 1999. Il est quatrième de la Coupe du monde 1999.

## Statistiques

### Clubs
Taine Randell effectue soixante-dix-sept matchs de Super 12 avec les Otago Highlanders, dont soixante-sept en tant que capitaine et quatre-vingt-trois matchs avec l'équipe de la province de Otago.
Avec les Saracens, il dispute un total de cinquante-deux rencontres de championnat, dont quarante-cinq en tant que titulaire, inscrivant 30 points, six essais. Il dispute également douze rencontres européennes, huit de Challenge européen, trois en 2003-2004 et cinq en 2004-2005 et quatre en Coupe d'Europe en 2005-2006.

### All Blacks
Taine Randell dispute cinquante-et-un tests, dont quarante-huit en tant que titulaire, avec les All Blacks entre le 25 octobre 1995 et le 23 novembre 2002. Il obtient trente-cinq victoires, concède quatorze défaites et deux nuls. Il dispute également dix autres matchs sous le maillot noir. Il inscrit douze essais. Il est capitaine lors de vingt-deux tests, avec un bilan de douze victoires, neuf défaites et un nul. Sur l'ensemble des matchs des All Blacks, il est capitaine à vingt-sept reprises.
Après ses quatre premières sélections en 1995, il en obtient quatre l'année suivante, treize en 1997, sept en 1998, treize en 1999, neuf en 2000, six en 2001 et cinq en 2002.
Parmi ses cinquante-et-un tests, il dispute six matchs en Coupe du monde en 1999, quatre victoires et deux défaites, inscrivant un essai. Dans la compétition opposant les trois nations de l'hémisphère sud, le Tri-nations, il participe à cinq éditions (1997, 1998, 1999, 2000 et 2001), disputant avec vingt matchs l'ensemble des rencontres des All Blacks. Il remporte onze victoires et concèdent neuf défaites,.